# Stardust Crusaders
Cuộc phiêu lưu kỳ lạ của JoJo: Chiến binh sao băng (Nhật: スターダストクルセイダース Hepburn: Sutādasuto Kuruseidāsu) là phần manga thứ ba trong loạt truyện Cuộc phiêu lưu kỳ lạ của JoJo của Araki Hirohiko, đăng tuần tự trên tạp chí Weekly Shōnen Jump từ tháng 3 năm 1989 và được Shueisha xuất bản vào tháng 12 cùng năm. Với tổng cộng 152 chương, bộ truyện được tổng hợp thành 16 tập tankōbon. Trong ấn phẩm gốc, bộ truyện có tên  là JoJo's Bizarre Adventure Part 3 Jotaro Kujo: Heritage for the Future (ジョジョの奇妙な冒険 第三部 空条承太郎 ―未来への遺産― JoJo no Kimyō na Bōken Dai San Bu Kūjō Jōtarō -Mirai e no Isan-). Câu chuyện theo chân Kūjō Jotaro, cháu trai của Joseph Joestar –  cùng với những người bạn trên đường đến Ai Cập để đánh bại Dio và giải cứu người mẹ đang mắc căn bệnh hiểm nghèo.
Đây là phần truyện phổ biến nhất của loạt truyện Cuộc phiêu lưu kỳ lạ của JoJo khi xuất hiện khái niệm "Stand", một điều chưa từng thấy ở các phần trước đây. Từ sự phổ biến này đã đưa các nhân vật trong phần góp mặt vào một số trò chơi điện tử, CD drama, tiểu thuyết và OVA mà chỉ được sản xuất riêng cho phần truyện này.
Vào năm 2012, Chiến binh sao băng đã được phát hành dưới dạng kỹ thuật số có màu cho smartphone và máy tính bảng. Mười tập của phần truyện này được tổng hợp lại và tái phát hành dưới tệ JoJonium (ジョジョニウム Jojoniumu) từ tháng 6 năm 2014 đến tháng 3 năm 2015. Viz Media xuất bản tiếng Anh của bộ truyện cho Bắc Mĩ từ năm 2005 đến 2010, sau đó xuất bản dưới dạng bìa cứng vào tháng 11 năm 2016.
Một bản anime dài tập chuyển thể từ truyện do David Production sản xuất đã được lên sóng truyền hình Nhật Bản từ tháng 4 năm 2014 đến tháng 6 năm 2015.

## Cốt truyện
Bối cảnh đặt vào năm 1987, theo chân cậu nam sinh 17 tuổi Kūjō Jotaro, cháu trai của Joseph Joestar. Lúc này Jotaro bị bắt vì những vụ ẩu đả cậu gây ra. Khi nhận được thông báo ra tù, cậu từ chối và quyết ở lại phòng giam vì có một linh hồn đeo bám theo cậu. Sau khi Holy, mẹ Jotaro và cả Joseph – hiện tuổi đã cao và Mohammed Avdol – cộng sự của Joseph đến viếng thăm. Joseph giải thích thứ linh hồn đeo bám Jotaro thực chất là biểu tượng tinh thần chiến đấu của cậu, được gọi là Stand và một số người cũng sở hữu riêng một Stand của mình. Nguyên nhân cho sự xuất hiện của Stand là do Dio Brando, kẻ thù truyền kiếp của Jonathan Joestar và dòng họ Joestar, đã thức tỉnh được Stand của chính hắn. Vì Dio đã cướp được thân thể của Jonathan Joestar, nên những người cùng dòng máu đã đánh thức cả Stand của chính họ, và Dio quyết đánh bại những đứa cháu nối tiếp đời sau. Jotaro đã đánh bại tên tay sai đầu tiên của Dio, Noriaki Kakyoin, và giải cứu anh ta khỏi vật kí sinh trùng của Dio. Khi được tin Holly bất ngờ sở hữu một Stand, và vì nó mà cô phát bệnh, Jotaro, Joseph, Avdol và Kakyoin đã bắt đầu chuyến hành trình 50 ngày đến Ai Cập để tiêu diệt Dio và cứu mạng Holly.
Trên đường đi, Jean Pierre Polnareff gia nhập vào nhóm, anh cũng muốn trả thù cho em gái mình vì có một kẻ thuộc băng của Dio đã giết cô ấy. Cả nhóm gặp nhiều trở ngại trên đường khi cố vượt qua những tay ám sát được Dio cử đến, những phương tiện di chuyển như máy bay và tàu của họ đều bị phá hủy. Đến được mỏ đá của Hol Horse ở Calcutta, tại cuộc chiến sinh tử này đã gần như giết chết Avdol. Sau khi đánh bại người mẹ cực kì trung thành với Dio của J. Geil là Enyaba, cả nhóm tiến đến Biển Đỏ và lấy một chiếc tàu ngầm đi thẳng đến Ai Cập.

## Truyền thông
Từ năm 1992 đến năm 1993, Chiến binh sao băng được chuyển thành drama CD gồm ba tập: Meet Jotaro Kujo (空条承太郎見参の巻 Kūjō Jōtarō Kenzan no Maki), The Death of Avdol (アヴドゥル死すの巻 Avuduru Shisu no Maki) và Dio's World (DIOの世界の巻 DIO no Sekai no Maki). Hai cuốn light novel do Araki minh họa được viết bởi các tác giả khác, cuốn đầu tiên có tựa đề JoJo no Kimyou na Bouken phát hành vào ngày 4 tháng 11 năm 1993 do Sekijima Mayori và Yamaguchi Hiroshi chắp bút, cuốn thứ hai có tên JoJo no Kimyou na Bouken 2: Golden Heart, Golden Wing phát hành vào 28 tháng 5 năm 2001, được viết bởi Shotaro Miya và Otsuka Gichi. Nisio Isin là một trong những tác giả được ủy quyền viết tiểu thuyết để kỷ niệm 25 năm của bộ truyện. Nó được phát hành vào ngày 16 tháng 12 năm 2011 và mang tên JoJo no Kimyou na Bouken Over Heaven.
Một OVA dài 13 tập, JoJo Bizarre Adventure, được sản xuất bởi Studio APPP. Sáu tập đầu tiên được phát hành trên VHS và Laserdisc bởi Pony Canyon từ năm 1993 đến 1994, bao gồm phần sau của vòng cung này. Khi sê-ri được phát hành trên DVD bởi Klock Worx từ năm 2000 đến 2002, một bộ bảy tập phim được sản xuất bởi cùng một diễn viên và đoàn làm phim, đóng vai trò là tiền truyện của các tập trước đó (sau đó được phát hành lại với số thứ tự thời gian mới). Super Techno Arts đã sản xuất một phiên bản lồng tiếng Anh Bắc Mỹ gồm tất cả 13 tập theo thứ tự thời gian như một bộ DVD gồm sáu tập.
Một bộ phim truyền hình anime chuyển thể từ bộ truyện, có tựa đề JoJo Bizarre Adventure: Stardust Crusaders, được sản xuất bởi David Production và được phát sóng tại Nhật Bản từ tháng 4 năm 2014 đến tháng 6 năm 2015. Sê-ri được Crunchyroll mua bản quyền và phát sóng, với một vài tên được viết lại để tránh vi phạm bản quyền. Ngoài phần thứ hai của anime, một trò chơi ứng dụng dành cho thiết bị di động có tựa đề JoJo Bizarre Adventure: Stardust Shooters cũng được phát hành.